# Beija-flor-de-orelha-azul
Colibri-d'orelhas-pequeno ou beija-flor-de-orelha-azul (Colibri cyanotus) é uma espécie de beija-flor verde metálico de tamanho médio comumente encontrada em áreas florestais da Costa Rica até o norte da América do Sul. Esta espécie e o Beija-flor-talássico eram anteriormente consideradas coespecíficas e, juntas, chamadas de orelha-violeta-verde.

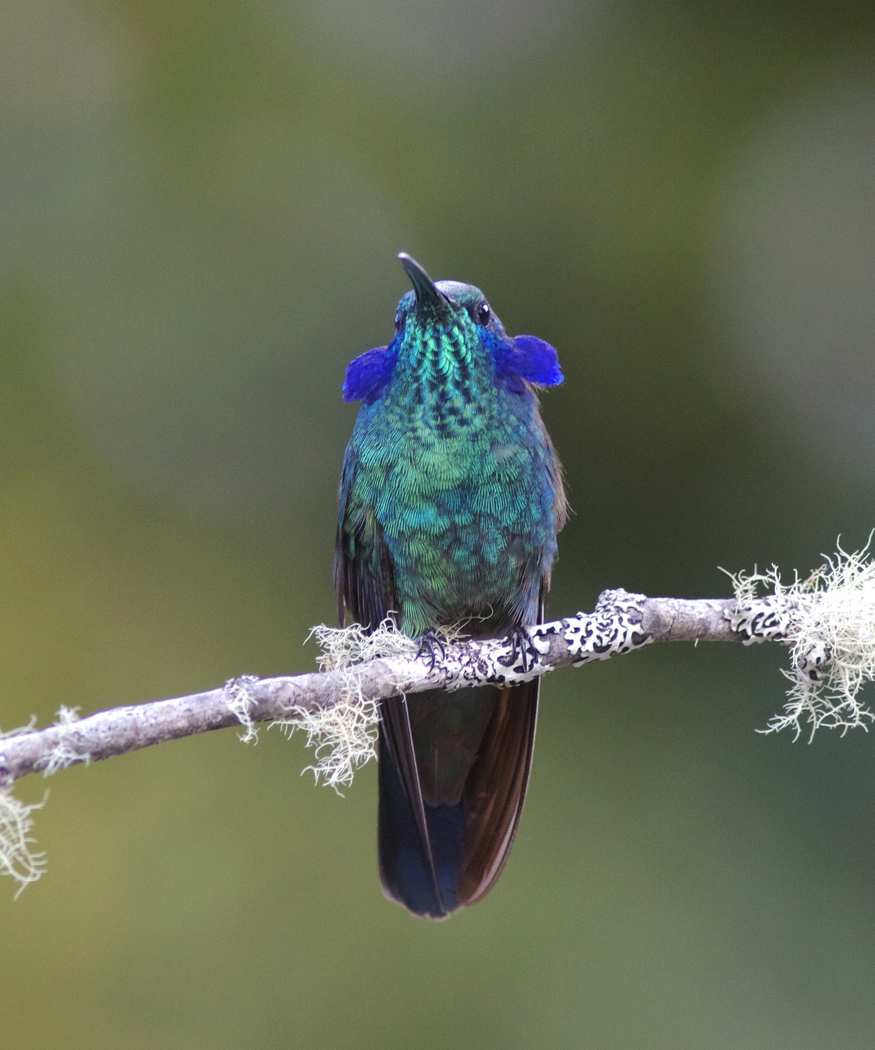
Macho exibindo suas "orelhas"

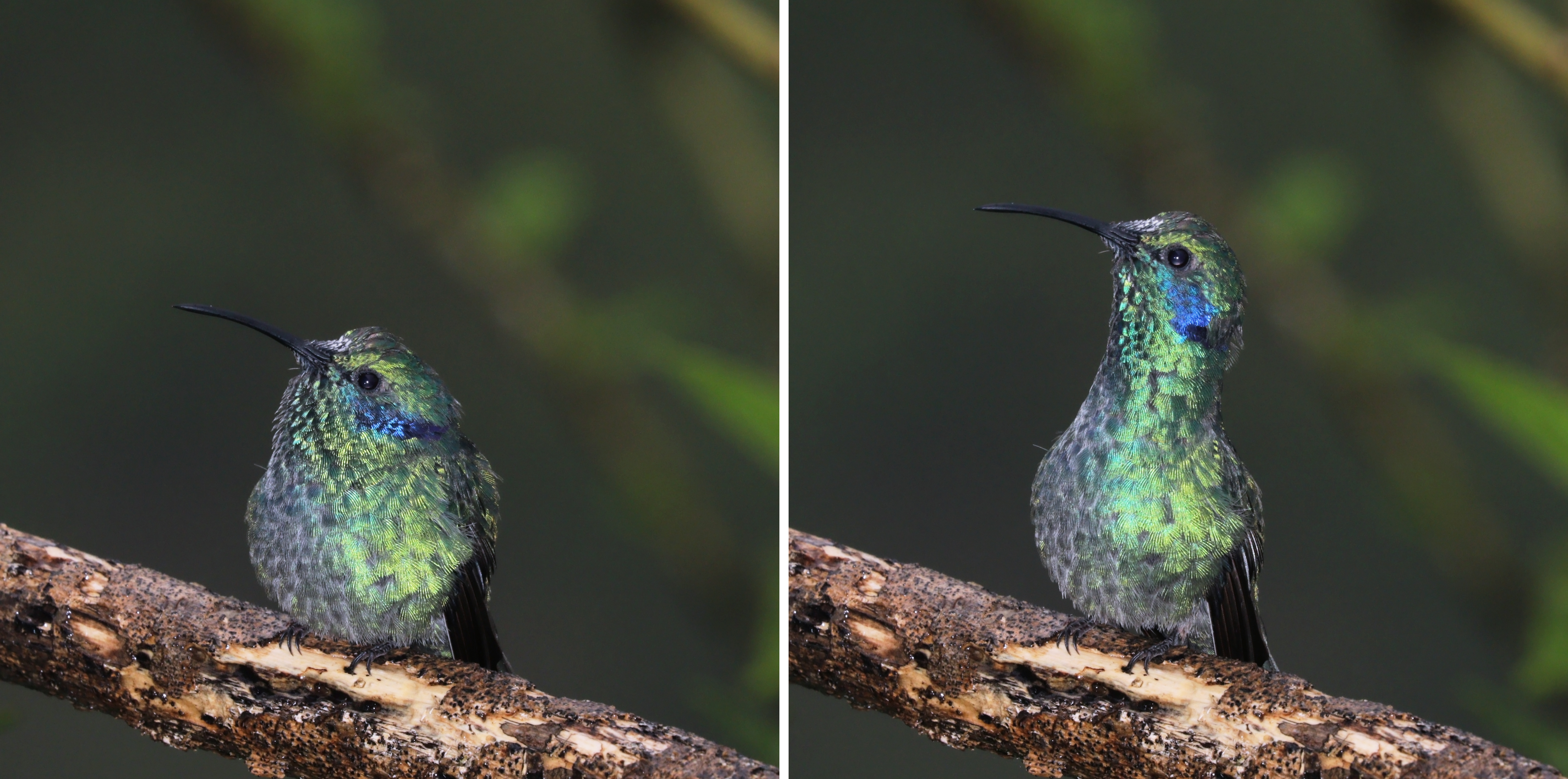
mostrando o alongamento do pescoço

## Taxonomia e sistemática
O violetear menor pertence à ordem Apodiformes. Os beija-flores compartilham essa ordem com os andorinhões, como o andorinhão de colarinho branco. O nome Apodiformes é derivado das palavras gregas "a pous", que significa "sem pé". Embora os apodiformes de fato tenham pés, eles são bem pequenos e suas pernas são curtas e relativamente fracas. Muitos pássaros nessa ordem não podem andar e, portanto, raramente ou nunca pousam no chão, já que a fuga rápida de predadores é praticamente impossível. Por esta razão, os membros desta ordem passam a maior parte do tempo no ar.

### Subespécies
O violetear menor tem quatro subespécies:
- C. c. cabanidis ( Heine ), 1863) - Costa Rica, oeste do Panamá
- C. c. cyanotus ( Bourcier, 1843) - Colômbia, noroeste da Venezuela, Equador
- C. c. kerdeli Aveledo & Perez, 1991 - nordeste da Venezuela
- C. c. crissalis Todd, 1942 - Peru e Bolívia

## Descrição
O violetear menor é aproximadamente de tamanho médio para os padrões de beija-flor. A média fica em torno 9.7 to 12 cm (3.8 to 4.7 in) em comprimento total. Seu bico é preto e principalmente reto com apenas uma ligeira curva descendente e mede de 1.8 to 2.5 cm (0.71 to 0.98 in).   A massa corporal pode variar de 4.8 to 5.6 g (0.17 to 0.20 oz).  Entre as medidas padrão, a corda da asa é 5.8 to 6.8 cm (2.3 to 2.7 in) e a cauda é 3.5 to 4.3 cm (1.4 to 1.7 in).  Ele é verde brilhante acima com um reluzente protetor de orelha violeta nas laterais do pescoço. Sua garganta e peito são de um verde mais brilhante com uma barriga verde brilhante. A cauda é um azul-esverdeado metálico com penas centrais mais bronzeadas e uma faixa subterminal preta proeminente.

### Vocalizações
Machos solitários cantam em galhos altos e expostos em seu território todos os dias. A música deles é um “tsu-tzeek” monótono e seco, a uma taxa de cerca de uma chamada por segundo.

## Distribuição e habitat
O violetear menor se reproduz nas terras altas da Costa Rica e no oeste do Panamá; montanhas do norte da Venezuela e os Andes do oeste da Venezuela ao oeste da Bolívia.

### Habitat
Os habitats comuns para o violetear menor estão no dossel e nas bordas da floresta subtropical e temperada inferior, bosques secundários e arbustos, e clareiras e jardins na zona subtropical em ambas as encostas dos Andes. É registrado principalmente entre altitudes de 1,200 to 2,300 m (3,900 to 7,500 ft), embora às vezes eles vagam até 500 m (1,600 ft) em busca de fontes de alimento. Geralmente prefere áreas mais úmidas e de alta altitude, como florestas nubladas, do que o semelhante violetear cintilante e está completamente ausente do vale central, onde o violetear cintilante é mais prevalente. No entanto, as duas espécies às vezes são vistas nas mesmas áreas, alimentando-se de árvores Ingá floridas.

## Comportamento e ecologia

### Dieta
O violetear menor forrageia sozinho, mas tende a se reunir em árvores floridas, especialmente Inga de sombra de café. Eles se alimentam do nível médio ao dossel e geralmente mantêm e defendem um território de alimentação. Eles se alimentam principalmente de néctar e pequenos insetos. O violetear menor foi registrado como atingindo a maior velocidade de voo já registrada para um beija-flor, com um par de pássaros atingindo 90 mph (140 km/h) durante uma perseguição, embora outras espécies possam atingir velocidades semelhantes.

### Reprodução
Como a maioria dos beija-flores, o violetear menor é um ninho solitário. O único envolvimento do macho no processo de reprodução é atrair e acasalar com a fêmea. A fêmea é então responsável pela escolha do local do ninho, geralmente em um pequeno galho horizontal baixo em uma área protegida. O ninho é pequeno e construído a partir de vários materiais vegetais, teias de aranha e penugem entrelaçadas para formar uma estrutura de xícara resistente. Dois pequenos ovos brancos são colocados dentro do ninho e a fêmea os incuba sozinha. O tempo de incubação é de 14 a 18 dias. Os filhotes são alimentados principalmente com insetos devido às altas exigências nutricionais. Nenhuma informação foi encontrada sobre a duração do estágio de filhote ou idade ao filhote. A reprodução ocorre desde a estação chuvosa até o início da estação seca, que varia de acordo com a latitude.
- [10][11]